# Bobingen (Beieren)
Bobingen is een gemeente in de Duitse deelstaat Beieren, gelegen in het Landkreis Augsburg. De stad telt 17.628 inwoners.

## Geografie
Bobingen heeft een oppervlakte van 50,45 km² en ligt in het zuiden van Duitsland.

## Beelden

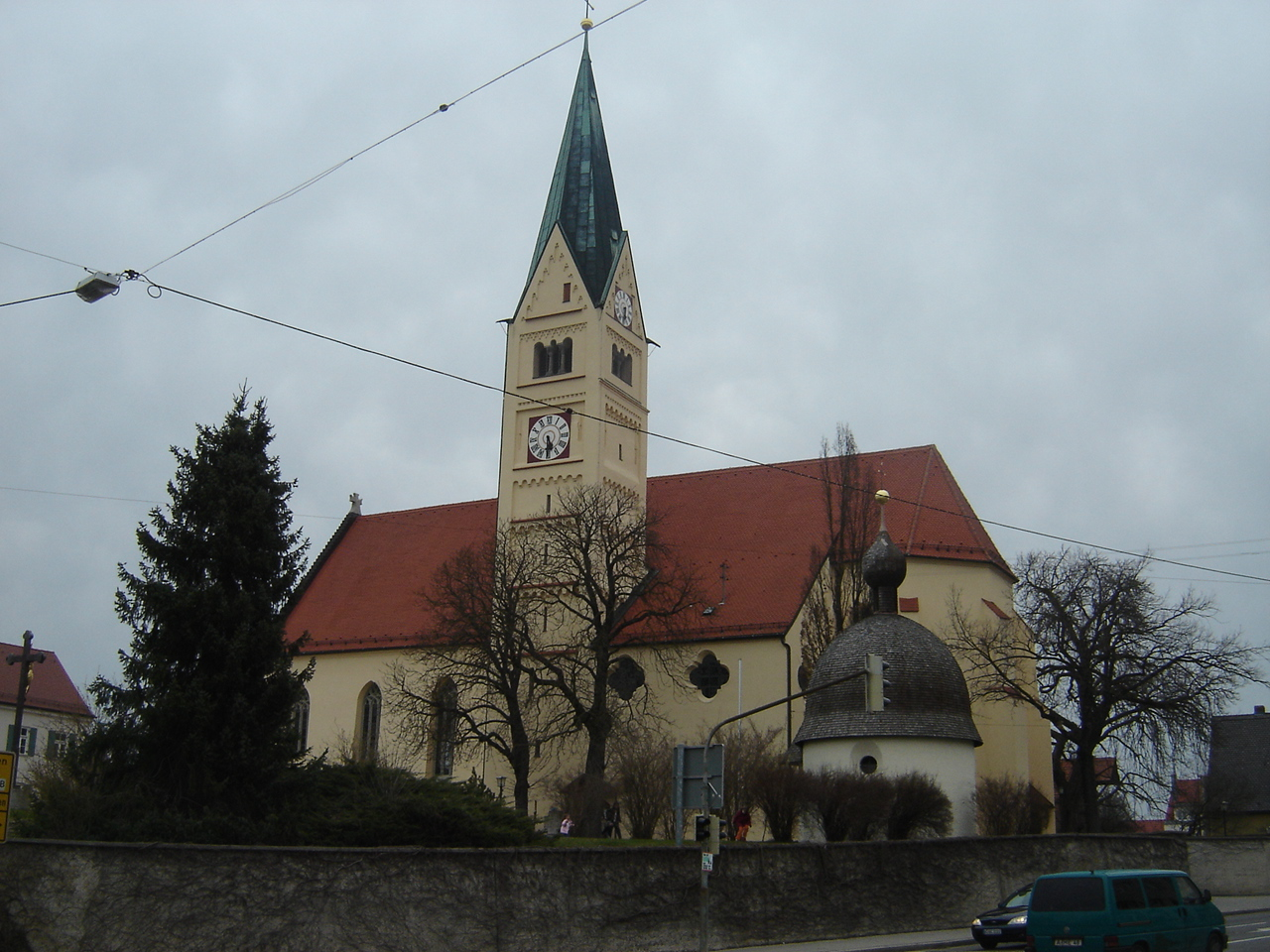
St. Felizitaskerk
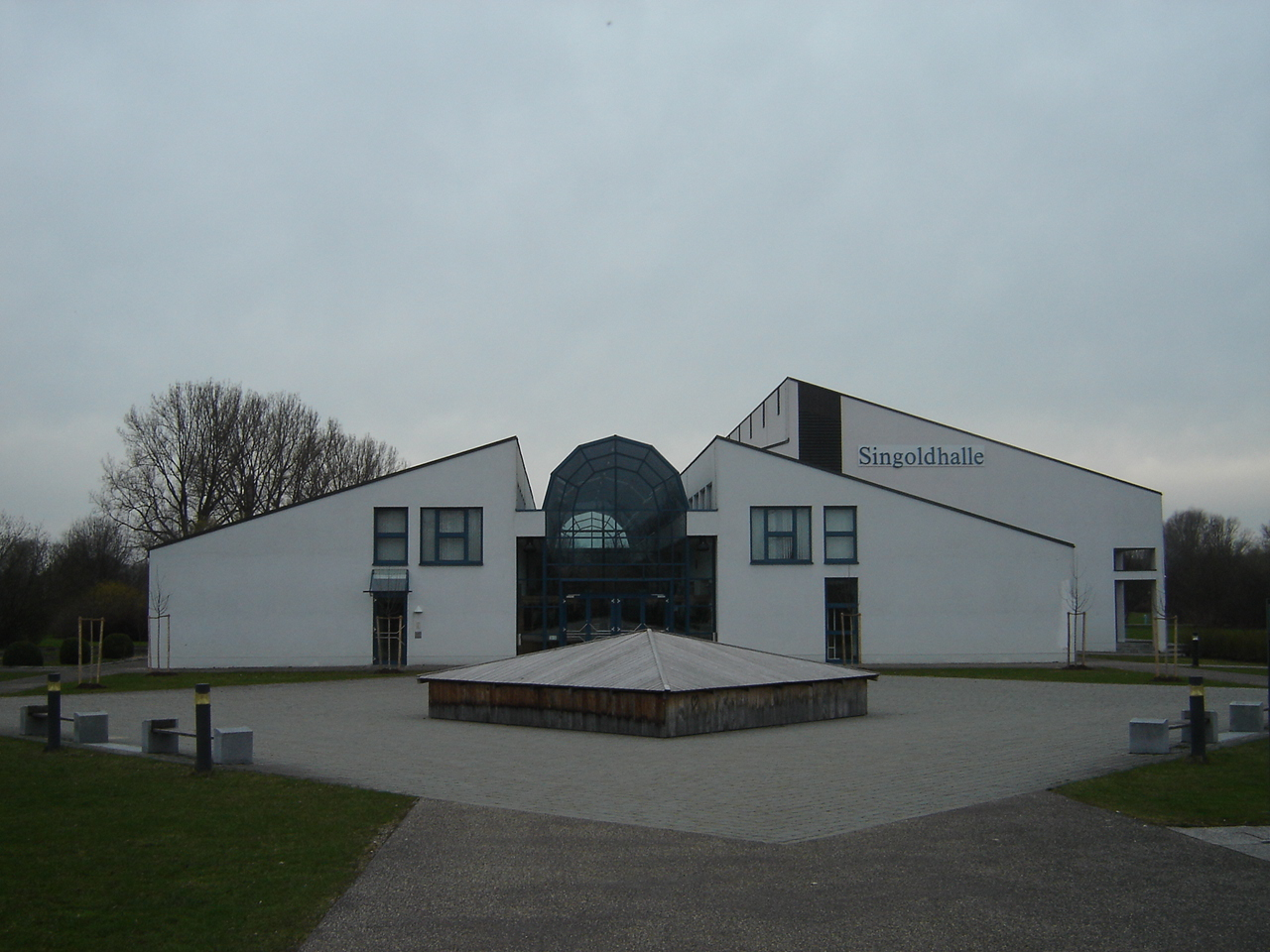
Singoldhalle
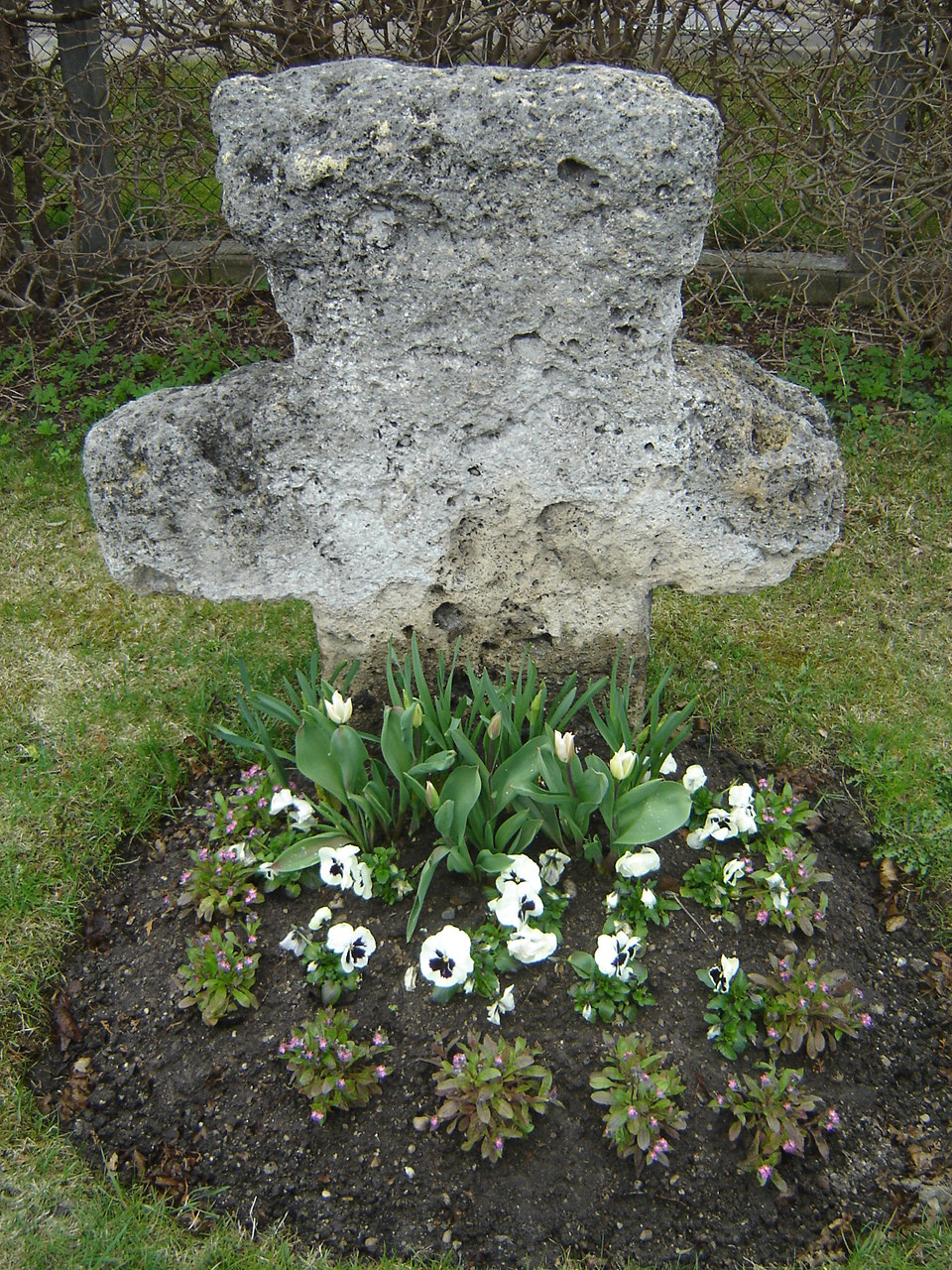
Laatmiddeleeuws boetekruis
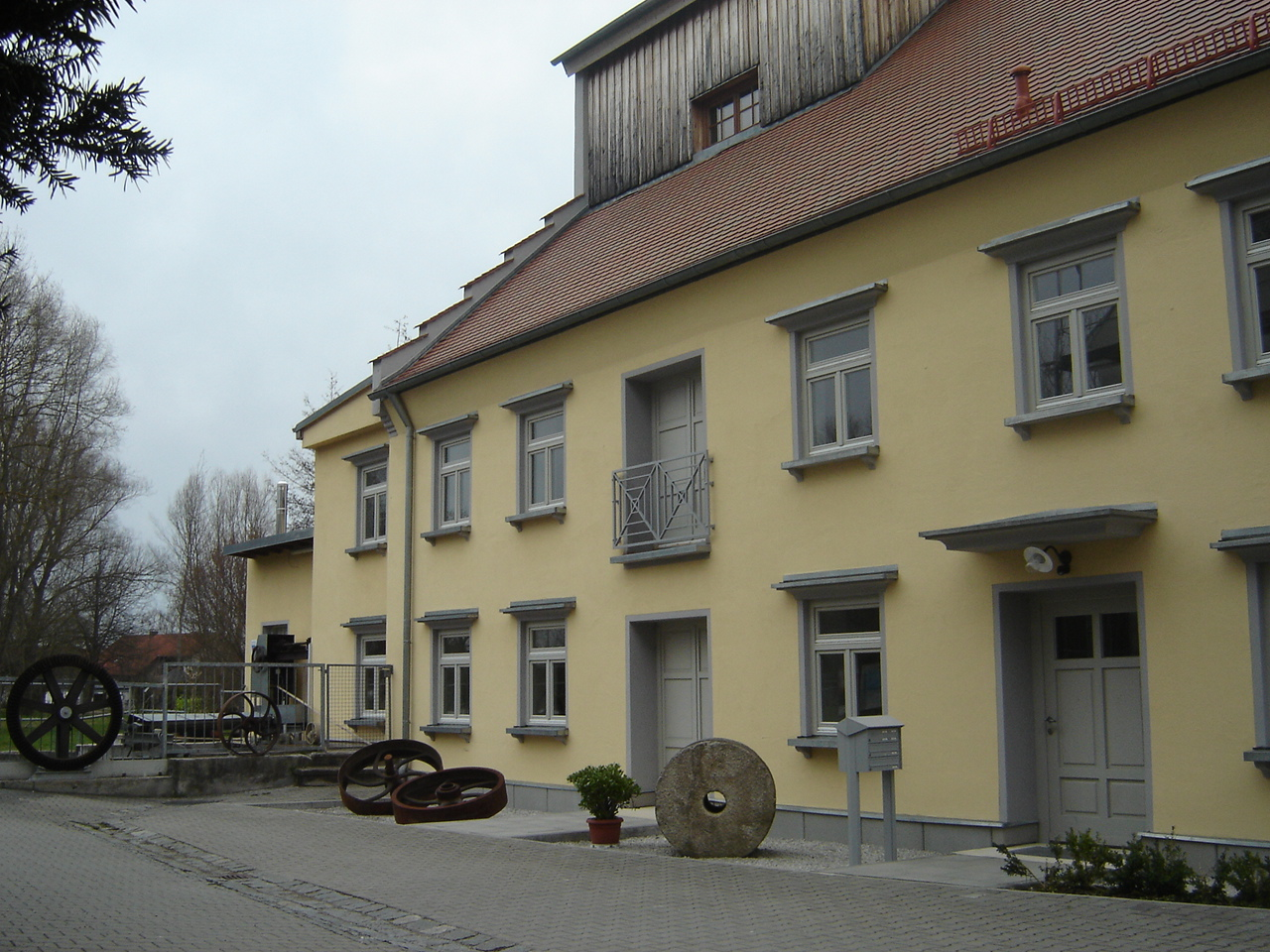
Mittlere Mühle

Adelsried ·
Allmannshofen ·
Altenmünster ·
Aystetten ·
Biberbach ·
Bobingen ·
Bonstetten ·
Diedorf ·
Dinkelscherben ·
Ehingen ·
Ellgau ·
Emersacker ·
Fischach ·
Gablingen ·
Gersthofen ·
Gessertshausen ·
Graben ·
Großaitingen ·
Heretsried ·
Hiltenfingen ·
Horgau ·
Kleinaitingen ·
Klosterlechfeld ·
Königsbrunn ·
Kühlenthal ·
Kutzenhausen ·
Langenneufnach ·
Langerringen ·
Langweid am Lech ·
Meitingen ·
Mickhausen ·
Mittelneufnach ·
Neusäß ·
Nordendorf ·
Oberottmarshausen ·
Scherstetten ·
Schwabmünchen ·
Stadtbergen ·
Thierhaupten ·
Untermeitingen ·
Ustersbach ·
Walkertshofen ·
Wehringen ·
Welden ·
Westendorf ·
Zusmarshausen